# Lávka Všezvěd
Lávka Všezvěd je železobetonová lávka/most pro pěší a cyklisty. Bezbariérově přemosťuje řeku Olšavu v Uherském Brodu v okrese Uherské Hradiště ve Zlínském kraji. Geograficky se nachází v pohoří Vizovická vrchovina.

## Popis a historie
Lávka Všezvěd, společně s blízkou lávkou Všudybud spojuje Slovácké náměstí se sídlištěm Olšava a byla postavena s cílem bezpečného spojení centra města s předměstím a napojení na místní síť cyklostezek. Spolu s lávkou Všudybud je součástí integrované stezky pro pěší a cyklisty o celkové délce 583 metrů, která vede přes řeku Olšavu a silnici I/50.
Lávka má délku 68 m a pylon vysoký téměř 20 m. Architektem díla je Zbyněk Ryška. Byla postavena v letech 2017 až 2018 a slavnostně otevřena dne 17. září 2018. Má název podle literární postavy Všezvěd Všudybud ze známé knihy Jana Ámose Komenského, snad místního rodáka, Labyrint světa a ráj srdce. Lávka je celoročně volně přístupná.

## Galerie

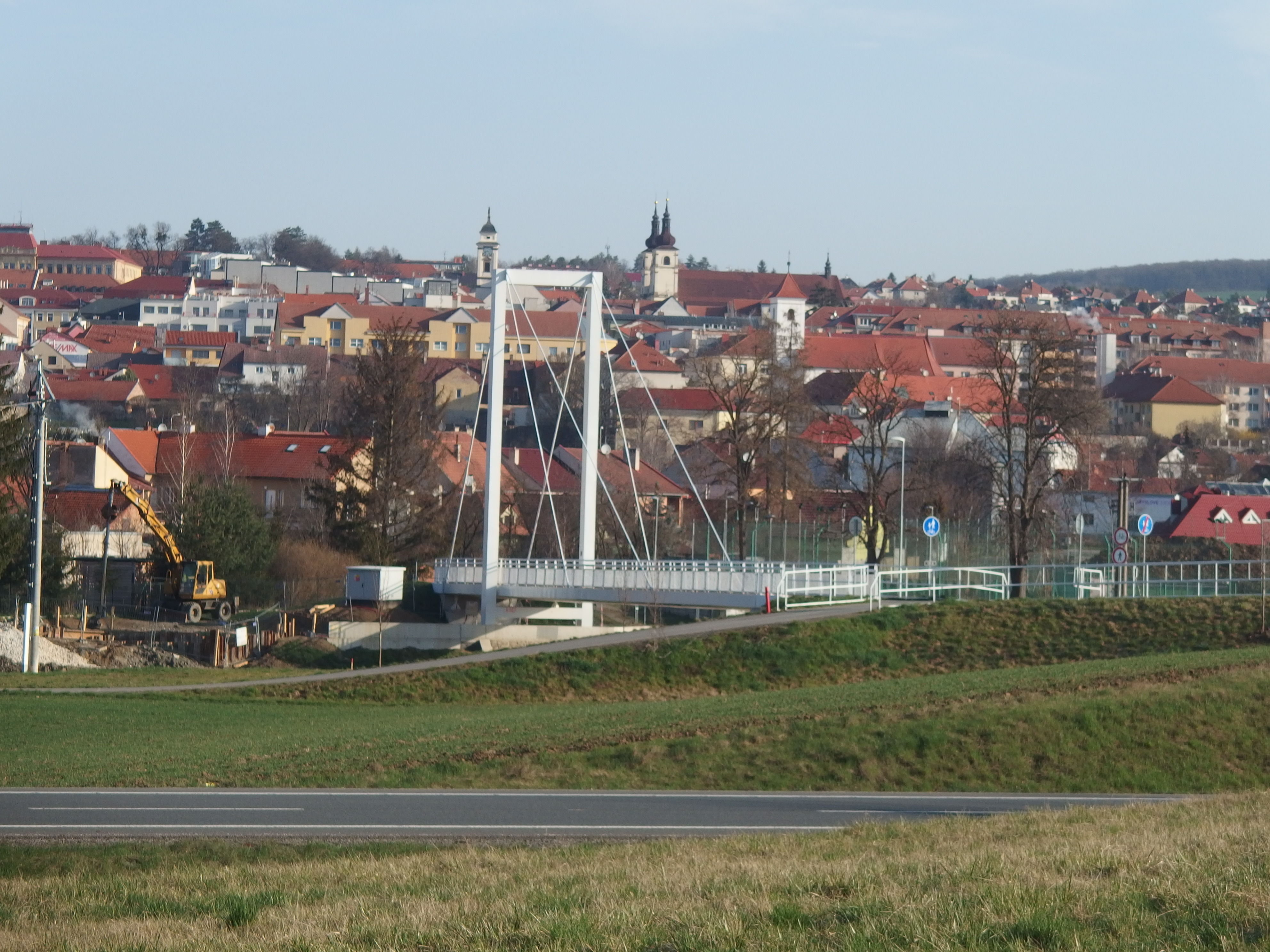